# لیمباژی
لیمباژی (به استونیایی: Lemsalu) در لتونی با جمعیت ۸٬۷۰۵ نفر است که در limbaži municipality واقع شده‌است.
اعتقاد بر این است که این نام نسخه لتونی شده (از این رو پایان -aži) کلمه لیوونی Lembsel (Lemesel) به معنای "جزیره وسیع در باتلاق جنگل" است. Lemsahl آلمانی (Lemsal) از نام لیوونی گرفته شده است.[4]
بر اساس ریشه‌شناسی عامیانه، نام لیمباجی در قرن هفدهم به وجود آمد. یکی از وزیران سوئدی که به تازگی وارد شده است کلمات "Limba" و "āži" (لتونیایی به معنای "بزهای نر") را شنید. او به اشتباه تصور کرد که این نام مکان است و بنابراین شهر را "لیمباژی" نامیدند.
تاریخ
در زمان های قدیم، لیمباژی یک سکونتگاه لیوونی بود که به نام لمیزله، بخشی از متسپول شناخته می شد. در اوایل قرن سیزدهم، اسقف آلبرت و شوالیه‌های توتونی در حین فتح متسپول، روستا را ویران کردند و قلعه‌ای ساختند که شهر جدید لمسهل را در اطراف آن تشکیل داد.